# Castell de Montllor
El Castell de Montllor, també anomenat Castell de l'Hostal Roig o Castell dels Moros és un castell romànic bastit per a defensar el pas de la Noguera (Vilanova de Meià) al Pallars Jussà (Tremp). És molt a prop de l'Hostal Roig. Pertany al terme municipal de Gavet de la Conca, dins de l'antic terme de Sant Salvador de Toló.
El castell de Montelauro és esmentat en un document del 1247, relacionat amb el camí que construïren al segle xiii els monjos del priorat de Meià per tal de comunicar els llocs que acabem d'esmentar. Estava relacionat amb el monestir, desaparegut, de Sant Privat, i dins del terme de Castelló Sobirà.
És dalt d'un turó molt proper al sud-oest de l'Hostal Roig, uns cent metres per damunt de l'hostal.
Malgrat que tingui una relació amb el camí del segle xiii, el castell és força anterior. Per l'aparell, fet amb carreus mitjans units amb morter de calç d'un color rogenc, disposats habitualment de forma horitzontal, però amb algunes filades verticals, hauríem de situar la construcció cap a l'any 1000. Se'n conserva un fragment d'una torre circular, amb parets de poc més d'un metre de gruix, que marquen un diàmetre d'uns dos metres. L'alçada conservada és de 2,5 m en el lloc més alt.
A part de la torre, se'n conserva un vall, en part natural, i encaixos en la roca natural per als murs exteriors del castell.